# 萨尔达拉
萨尔达拉（義大利語：Sardara），是意大利撒丁大区南撒丁省的一个市镇。总面积56.11平方公里，人口4230人，人口密度75.4人/平方公里（2009年）。ISTAT代码为106016。